# Classe Acero
La classe Acero est une classe de canonnières de patrouille, basées sur la classe Shaldag V israélienne, qui sont en service dans la marine philippine.

## Historique
En 2019, la marine philippine a décidé l’acquisition d’une nouvelle classe de patrouilleurs côtiers (CPIC) capables d’être équipés de missiles et basées sur la conception israélienne du patrouilleur de classe Shaldag V pour remplacer les navires d’attaque rapides de classe Tomas Batillo qui avaient été retirés du service,
Israel Shipyards Ltd. a proposé le design Shaldag V à la marine philippine dès 2016, mais le financement nécessaire à la mise en œuvre de la proposition n’a été disponible que quelques années plus tard.
La conception israélienne s’est avérée plus performante en tant qu’engin d’interdiction que les plus petits engins d’attaque polyvalents, qui ont été conçus à l’origine par un constructeur naval taïwanais comme un bateau d’assaut d’infiltration de troupes et modifiés en service dans la marine philippine pour être utilisés comme un petit bateau lance-missiles. Ainsi, lorsque la marine philippine a soulevé la nécessité d’un engin d’interdiction d’attaque rapide, le ministère de la Défense nationale des Philippines (MDN) a pris la décision de retenir la proposition israélienne, et de les acquérir dans le cadre d’un accord de gouvernement à gouvernement (G2G) avec Israël,.
Un contrat a été signé entre le MDN, Israel Shipyards Ltd. et le ministère de la Défense israélien le 9 février 2021, et l’avis de procéder a été publié le 27 avril 2021,.
Le premier navire de la classe, le BRP Nestor Acero (PG-901), a été lancé le 26 juin 2022 et a donné son nom à la classe,,. L’utilisation de « PG » dans le numéro de coque indique que les bateaux sont classés comme des canonnières de patrouille, sur la base des normes de classification de dénomination de 2016 de la marine philippine.
En novembre 2022, le contre-amiral Toribio Acaci a indiqué que la marine philippine prévoyait d’acquérir un total de 15 autres canonnières de patrouille de classe Acero-Shaldag V dans un avenir proche,,.
Deux autres canonnières de classe Acero ont été livrées le 11 avril 2023, baptisées le 8 mai 2023, et mises en service le 26 mai 2023.
Le Naval Sea Systems Command de la marine philippine a annoncé la réactivation de sa capacité de construction navale avec la réouverture du centre de construction navale, anciennement appelé Cavite Naval Yard, qui a été rénové et rééquipé dans le cadre du contrat avec Israel Shipyard pour fournir des navires d’interdiction d’attaque rapide à la marine philippine. La nouvelle installation prendra en charge la production des unités restantes de la classe Acero (Shaldag V) qui ont été commandées par le MDN dans le cadre du projet d’acquisition FAIC-M, et le fera probablement pour toute commande future.
Le 12 avril 2024, un essai en mer a été effectué au cours duquel un missile Spike a été tiré dans les eaux de Mariveles, province de Bataan.
Le 8 mai 2024, le BRP Laurence Narag a participé à l’exercice d’attaque maritime Balikatan 2024, qui consistait en des exercices de naufrage (SINKEX) en utilisant le BRP Lake Caliraya comme navire cible. Le BRP Lawrence Narag a tiré un missile Spike-NLOS et a réussi à atteindre la cible. Le 18 juin, le BRP Lawrence Narag est affecté aux forces navales de l’ouest de Mindanao et déployé à Zamboanga.

## Conception
Cette classe de navires a été conçue pour transporter un canon mitrailleur Mk44 Bushmaster II monté à l’avant, sur la tourelle télécommandée Rafael Typhoon Mk 30-C, et deux mitrailleuses lourdes Browning M2HB de 12,7 × 99 mm OTAN (calibre .50) montées sur des tourelleaux télécommandés Rafael Mini Typhoon.
Au moins quatre des navires seront équipés d’un lanceur de missiles Rafael Typhoon MLS-NLOS pour les missiles sol-sol Spike-NLOS. Tous les autres bateaux sont équipés pour recevoir le système d'arme, qui peut être installé à tout moment.
Un bateau pneumatique semi-rigide (RHIB) de 5,2 mètres de long est rangé à l’arrière des navires qui n’ont pas le système de lance-missiles. Il est déployé à l’aide d’une grue d’une capacité de 1000 kilogrammes.

## Navires de la classe
| Numéro de coque | Nom du navire           | Lancement    | Livraison         | Mise en service  | Affectation                                  | Statut                                                           | Notes              |
| --------------- | ----------------------- | ------------ | ----------------- | ---------------- | -------------------------------------------- | ---------------------------------------------------------------- | ------------------ |
| PG-901          | BRP Nestor Acero        | 26 juin 2022 | 6 septembre 2022  | 28 novembre 2022 | Force de combat littorale, flotte philippine | Actif                                                            |                    |
| PG-902          | BRP Lolinato To-ong     | 26 juin 2022 | 6 septembre 2022  | 28 novembre 2022 | Force de combat littorale, flotte philippine | Actif                                                            |                    |
| PG-903          | BRP Gener Tinangag      |              | 11 avril 2023     | 26 mai 2023      | Force de combat littorale, flotte philippine | Actif                                                            |                    |
| PG-905          | BRP Domingo Deluana     |              | 11 avril 2023     | 26 mai 2023      | Force de combat littorale, flotte philippine | Actif                                                            |                    |
| PG-906          | BRP Herminigildo Yurong |              | 18 novembre 2023  | 21 mai 2024      | Force de combat littorale, flotte philippine | Actif                                                            | Armé de Spike-NLOS |
| PG-907          | BRP Laurence Narag      |              | 18 novembre 2023  | 21 mai 2024      | Force de combat littorale, flotte philippine | Actif                                                            | Armé de Spike-NLOS |
| PG-908          | BRP Tomas Campo         |              | 17 septembre 2024 |                  | Force de combat littorale, flotte philippine | Actif                                                            | Armé de Spike-NLOS |
| PG-909          | BRP Albert Majini       |              | 17 septembre 2024 |                  | Force de combat littorale, flotte philippine | Actif                                                            | Armé de Spike-NLOS |
| PG-910          |                         |              |                   |                  |                                              | Construction en cours au Centre de construction navale de Cavite | Armé de Spike-NLOS |